# Tepoztopilli
La tepoztopilli (del náhuatl: tepostopilli ‘lanza de hierro’) era un arma de primera línea común de los militares aztecas. Era un arma de asta y, a juzgar por las representaciones en diversos códices aztecas, era más o menos la altura de un hombre, con una gran cabeza de madera sobre dos veces la longitud de la palma o más corto de los usuarios, con bordes afilados formados por navajas de obsidiana que fueron incrustadas en las ranuras talladas en la cabeza y cimentadas en su lugar con asfalto o resina vegetal como adhesivo.
Esto hizo que el arma sea vagamente similar al macuahuitl, sin embargo, tenía un filo mucho más pequeño y un mango más largo. Esto le dio al arma un alcance superior, pero los golpes tenían que ser ejecutados con más cuidado.
A medio camino entre una alabarda y una lanza, la tepoztopilli era igualmente útil para reducir radicalmente y empuje. El conquistador Bernal Díaz del Castillo, cita que en una ocasión su armadura fue atravesada por una lanza azteca y que sólo su grueso almohadillado interior de algodón le salvó la vida.[cita requerida]
Por desgracia, la última tepoztopilli auténtica fue destruida en un incendio en 1884 en la Armería Real de Madrid, donde se alojaba junto con el último macuahuitl.